# 35 Pułk Piechoty Obrony Krajowej

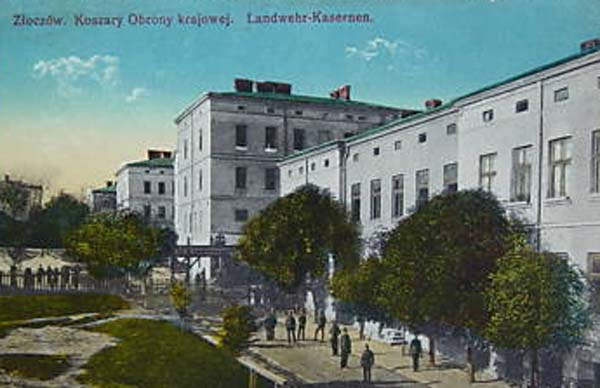
Koszary piechoty w Złoczowie

35 Pułk Piechoty Obrony Krajowej Złoczów – pułk piechoty cesarsko-królewskiej Obrony Krajowej.
35 Pułk Piechoty Obrony Krajowej Złoczów został utworzony 1 października 1898 roku w Złoczowie z 3 i 4 batalionu 19 Pułku Piechoty OK. Trzeci batalion został sformowany od podstaw. Okręg uzupełnień – Złoczów, Tarnopol.
Kolory pułkowe: trawiasty (grasgrün), guziki srebrne z numerem „35”. W lipcu 1914 roku skład narodowościowy pułku: 68% – Rusini, 25% – Polacy.
W latach 1903–1914 komenda pułku oraz I, II i III bataliony stacjonowały w Złoczowie.
W 1914 roku pułk wchodził w skład 85 Brygady Piechoty OK należącej do 43 Dywizji Piechoty OK w Czerniowcach.
11 kwietnia 1917 roku przemianowany na Pułk Strzelców Nr 35 (niem. 35 Schützenregiment Nr 35).

## Żołnierze
Komendanci pułku
- płk Maximilian Weczerek (1903–1905)
- płk Wilhelm Wesselý (1906–1909)
- płk Wladimir Janiczek (1910)
- płk Ludwig von Rössler (1911–1912 → komendant 68 Brygady Piechoty OK)
- płk Alfred Regenermel (1913–1914)

Oficerowie
- kpt. Ludwik Łabęcki
- por. Władysław Pieniążek
- por. Ignaz Stefaniów (1907–1918)
- por. rez. Mikołaj Kostecki
- por. rez. Kazimierz Władysław Kumaniecki
- ppor. rez. Mieczysław Młotek
- ppor. rez. Bronisław Karol Sikorski
- ppor. rez. Walerian Sikorski
- ppor. rez. Władysław Sikorski
- nadlek. sztab. dr Teofil Bardach